# Синлунва
Культу́ра Синлу́нва (кит. трад. 興隆窪文化, упр. 兴隆洼文化, пиньинь Xīnglóng-wā wénhuà) (6200—5400 до н. э.) — неолитическая культура в северо-восточном Китае, найденная главным образом на границе Внутренней Монголии и Ляонина. Это самая ранняя археологическая культура Китая, использовавшая предметы из жада и рисунки драконов, и самая ранняя из известных неолитических культур Маньчжурии. Гончарные изделия Синлунва были в основном цилиндрическими и обжигались при низких температурах. Орнаментация керамики по большей части гребенчатая (зигзагообразная).
Культура Синлунва имеет черты общего планирования. В трёх поселениях дома были построены рядами. В нескольких поселениях было обнаружено большое центральное здание. Кроме того, некоторые поселения были окружены рвами.
Главное селение Синлунва расположено на юго-восточной стороне холма в хошуне Аохань, Чифэн, Внутренняя Монголия и получило имя по названию деревни, расположенной в 1,3 км к юго-востоку. Всего было открыто 120 домов, представляющих собой полуземлянки. В центре каждого из них находился очаг. В центре поселения располагалось большое здание. Это самое раннее из открытых в Китае поселений, окружённое рвом. Как и в других поселениях Синлунва, были найдены предметы из жада. Во многих захоронениях человека погребали вместе с парой свиней и предметами из жада. Для культуры Синлунва также характерен необычный погребальный обряд (некоторые тела были захоронены прямо под жилищами), аналогичный обрядам аборигенов Тайваня. Тем не менее предполагается, что создатели этой культуры были предками современных тунгусо-маньчжурских народов (или даже народов алтайской языковой семьи в целом), а этот обряд распространился благодаря культурным связям с более южным населением восточного побережья Тихого океана.
По результатам исследования 34 подобных захоронений (23 мужских и 11 женских) выяснилось, что возраст мужчин в этих захоронениях находился в широких пределах от подросткового возраста (13-14 лет) до примерно 55 лет. При этом все женские захоронения относятся к возрастной группе 35-55 лет. Захоронений детей младше 13-14 лет подобного типа не было обнаружено, из чего был сделан вывод, что подобный обряд применялся только к умершим после достижения половой зрелости. Анализ останков показывает, что как мужчины, так и женщины культуры Синлунва имели ярко выраженные монголоидные черты во внешности. Средний рост мужчин оценивается в пределах между 163,8 см и 168,8 см, женщин — от 153,4 см до 159,9 см.
Недавно открытое поселение Синлунва — единственное из всех, относящихся к этой культуре, где были найдены явные следы земледелия, включая остатки двух видов проса.